# Radosław Baran (samorządowiec)
Radosław Baran (ur. 5 czerwca 1960 w Czeladzi) – polski samorządowiec, od 2002 do 2010 prezydent Będzina.

## Życiorys
Ukończył II Liceum Ogólnokształcące im. Hanki Sawickiej w Będzinie, następnie studia magisterskie na Akademii Ekonomicznej w Katowicach. W drugiej połowie lat 80. był zatrudniony jako inspektor w Kopalni Węgla Kamiennego Grodziec. Od 1991 pracował jako menedżer w prywatnych firmach, zajmował też kierownicze stanowiska w spółkach prawa handlowego.
W wyborach samorządowych w 2002 został wybrany na prezydenta Będzina. W wyborach samorządowych w 2006 skutecznie ubiegał się o reelekcję z poparciem Platformy Obywatelskiej, wygrywając wybory w pierwszej turze z wynikiem 57,90% poparcia. Cztery lata później nie uzyskał reelekcji. Został natomiast radnym powiatu będzińskiego, utrzymując mandat również w 2014. W latach 2014–2016 był przewodniczącym rady powiatu. W 2018 nie wybrano go ponownie.
W 2006 otrzymał Srebrny Krzyż Zasługi.